# British Home Championship 1910
De British Home Championship van 1910 was de 27e editie van de British Home Championship. Het toernooi werd gehouden van 12 februari tot en met 11 april 1910. Schotland werd kampioen.

## Eindstand
| Team      | Gsp | W | G | V | DV | DT | DS | Ptn |
| --------- | --- | - | - | - | -- | -- | -- | --- |
| Schotland | 3   | 2 | 0 | 1 | 3  | 1  | +2 | 4   |
| Engeland  | 3   | 1 | 1 | 1 | 2  | 3  | –1 | 3   |
| Ierland   | 3   | 1 | 1 | 1 | 3  | 5  | –2 | 3   |
| Wales     | 3   | 1 | 0 | 2 | 4  | 3  | +1 | 2   |

## Wedstrijden
|                                                          |                    |       |                    |                                                                          |
| 12 februari 1910 «onderlinge duels» 15:30 uur (UTC–0:25) | Ierland            | 1 – 1 | Engeland           | Solitude, Belfast Toeschouwers: 8.000 Scheidsrechter: Alex Jackson (SCO) |
| 12 februari 1910 «onderlinge duels» 15:30 uur (UTC–0:25) | Frank Thompson 43' |       | 51' Harold Fleming | Solitude, Belfast Toeschouwers: 8.000 Scheidsrechter: Alex Jackson (SCO) |

|                                 |                   |       |       |                                                                                   |
| 5 maart 1910 «onderlinge duels» | Schotland         | 1 – 0 | Wales | Rugby Park, Kilmarnock Toeschouwers: 22.000 Scheidsrechter: Herbert Bamlett (ENG) |
| 5 maart 1910 «onderlinge duels» | Archie Devine 86' |       |       | Rugby Park, Kilmarnock Toeschouwers: 22.000 Scheidsrechter: Herbert Bamlett (ENG) |

|                                                  |       |                |          |                                                                                  |
| 14 maart 1910 «onderlinge duels» 15:30 uur (UTC) | Wales | 0 – 1          | Engeland | Cardiff Arms Park, Cardiff Toeschouwers: 20.000 Scheidsrechter: John Stark (SCO) |
| 14 maart 1910 «onderlinge duels» 15:30 uur (UTC) |       | 66' Andy Ducat |          | Cardiff Arms Park, Cardiff Toeschouwers: 20.000 Scheidsrechter: John Stark (SCO) |

|                                                       |                    |       |           |                                                                                |
| 19 maart 1910 «onderlinge duels» 15:30 uur (UTC–0:25) | Ierland            | 1 – 0 | Schotland | Windsor Park, Belfast Toeschouwers: 17.000 Scheidsrechter: Jack Howcroft (ENG) |
| 19 maart 1910 «onderlinge duels» 15:30 uur (UTC–0:25) | Frank Thompson 54' |       |           | Windsor Park, Belfast Toeschouwers: 17.000 Scheidsrechter: Jack Howcroft (ENG) |

|                                                 |                                    |       |          |                                                                             |
| 2 april 1910 «onderlinge duels» 15:30 uur (UTC) | Schotland                          | 2 – 0 | Engeland | Hampden Park, Glasgow Toeschouwers: 106.205 Scheidsrechter: Jim Mason (ENG) |
| 2 april 1910 «onderlinge duels» 15:30 uur (UTC) | Jimmy McMenemy 20' Jimmy Quinn 32' |       |          | Hampden Park, Glasgow Toeschouwers: 106.205 Scheidsrechter: Jim Mason (ENG) |

|                                  |                                                |       |                           |                                                                                |
| 11 april 1910 «onderlinge duels» | Wales                                          | 4 – 1 | Ierland                   | Racecourse Ground, Wrexham Toeschouwers: 8.000 Scheidsrechter: Jim Mason (ENG) |
| 11 april 1910 «onderlinge duels» | Bobby Evans 24', 30' Grenville Morris 45', 72' |       | 47' (pen.) Johnny Darling | Racecourse Ground, Wrexham Toeschouwers: 8.000 Scheidsrechter: Jim Mason (ENG) |